# Gai Juli Jul (cònsol 447 aC)

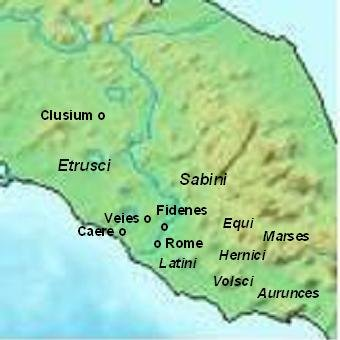
Mapa dels pobles de la Itàlia antiga.

Gai Juli Jul (en llatí: Caius Iulius C. P. C. N. Iullus) va ser un magistrat romà del segle v aC. Formava part de la gens Júlia. Era fill de Gai Juli Jul, cònsol l'any 482 aC.
Va ser elegit cònsol per primer cop el 447 aC junt amb Marc Gegani Macerí i per segona vegada el 435 aC amb Luci Virgini Tricost. En aquest darrer any una pesta es va abatre sobre Roma fins al punt que va ser possible fer cap expedició fora del territori i encara es va haver de fer front als atacs de Fidenes i Veïs que van arribar fins a la porta Col·lina. Juli va defensar la ciutat a les muralles i el seu col·lega va consultar al senat pel nomenament d'un dictador.
Licini Macer diu que va ser elegit cònsol per tercera vegada l'any 434 aC amb Luci Virgini Tricost, però Quint Valeri Ànties i Quint Eli Tuberó afirmen que els magistrats van ser Marc Manli Capitolí I i Quint Sulpici Pretextat.